# Heinrich Albert Zachariä
Heinrich Albert Zachariä, född 20 november 1806 i Herbsleben nära Gotha, död 29 april 1875 i Cannstatt, var en tysk jurist.
Zachariä blev 1835 e o. och 1842 ordinarie professor i juridik vid Göttingens universitet. Under reformrörelserna 1848–49 var han medlem av "vorparlamentet", femtiomannautskottet och Frankfurtparlamentet.
Zachariä medverkade vid utarbetande av den tillämnade riksförfattningen och var därjämte hannoverska kronans förtroendeman i tyska förbundsförsamlingen. Som motståndare till Preussens annekteringspolitik insattes Zachariä 1867 av valkretsen Göttingen i Nordtyska förbundets riksdag och blev 1868 livstidsrepresentant för Göttingens universitet i preussiska herrehuset.